# Trochalopteron milnei
Il garrulo sghignazzante codarossa (Trochalopteron milnei David, 1874) è un uccello passeriforme appartenente alla famiglia dei Leiothrichidae.

## Descrizione

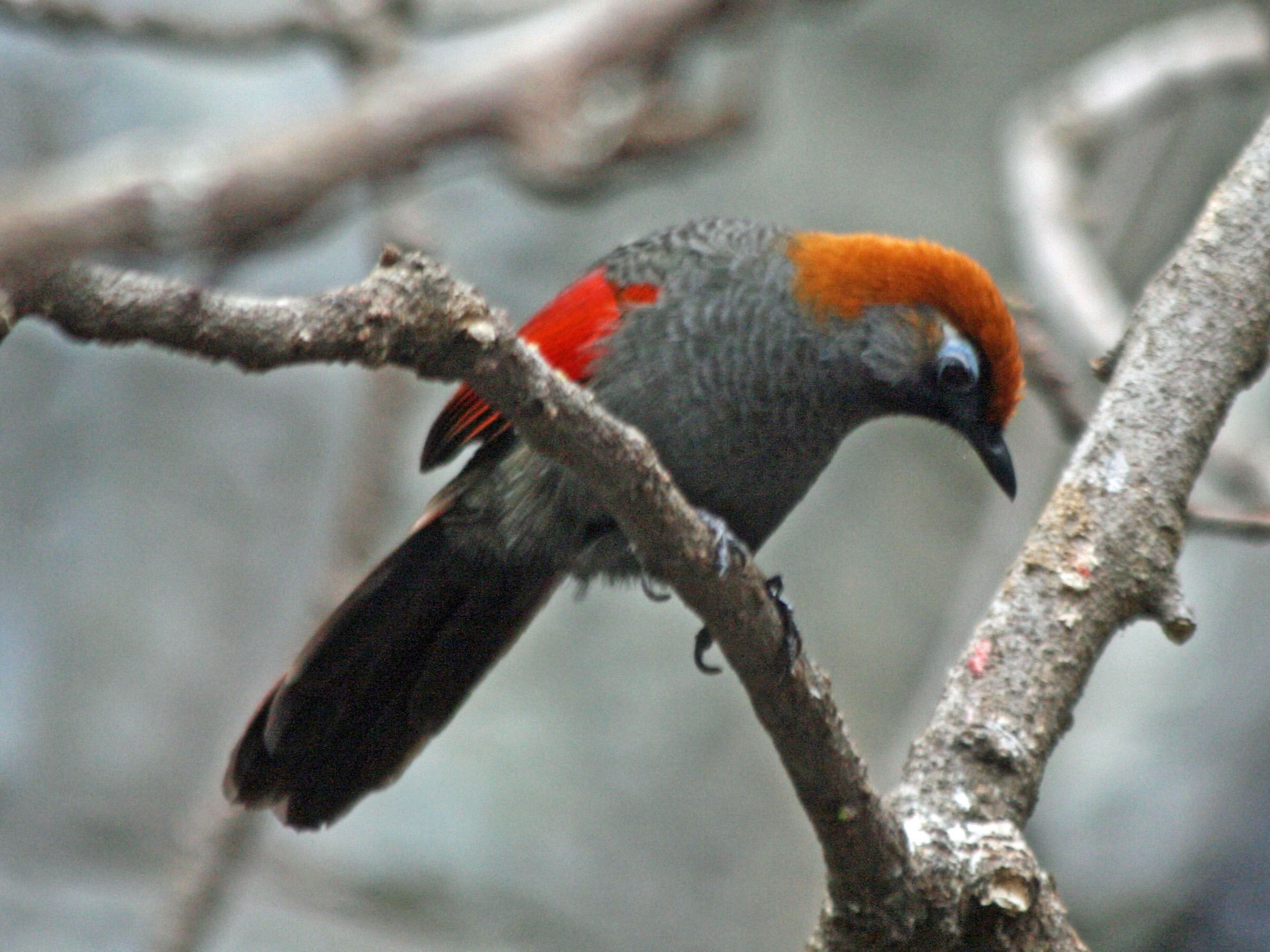
Garrulo sghignazzante codarossa

Il garrulo sghignazzante codarossa può raggiungere una lunghezza di 26-28 cm e un peso di 66-93 g. Tra i garruli sghignazzanti del genere Trochalopteron ha medie dimensioni. Il piumaggio è di colore grigio sul dorso e sul petto, con una testa e nuca arancio e sottocollo nero; attorno agli occhi ha due macchie bianche. La sua caratteristica più vistosa tuttavia sono le ali e la coda color cremisi.

## Distribuzione e habitat
La specie è presente nelle aree montuose settentrionali del Sud-est asiatico continentale, ovvero nello Yunnan (in Cina) e in Laos, Myanmar, Tailandia e Vietnam. Specie montana, vive tra altitudini comprese tra 1800 e 2500 metri sul livello del mare, nel sottobosco delle foreste costituite da latifoglie sempreverdi.

## Comportamento
Si nutre principalmente di insetti e piccolo artoprodi (scarafaggi, millepiedi, ecc.), ma anche di bacche e frutti (soprattutto di piante appartenenti al genere Saurauia). La stagione riproduttiva dura da aprile a giugno. Il nido è realizzato dal maschio e dalla femmina insieme, con foglie d'erba e di bambù, ed ha forma a coppa. Viene solitamente realizzato ad un'altezza di circa un metro dal suolo.
Le femmine depongono 2-3 uova, che vengono incubate per 17-18 giorni. I pulcini vengono nutriti da entrambi i genitori e lasciano il nido dopo 14-16 giorni.